# رافائل هوزدپه
رافائل هوزدپه (انگلیسی: Raphael Holzdeppe؛ زادهٔ ۲۸ سپتامبر ۱۹۸۹) ورزشکار دو و میدانی پرش با نیزه اهل آلمان است. وی در مسابقات کشوری و بین‌المللی در مجموع برندهٔ ۳ مدال طلا، ۱ مدال نقره، ۲ مدال برنز شده‌است.